# Саакян, Арман Галустович
Арман Галустович Саакян (арм. Արման Սահակյան, 11 апреля 1974 — Ереван) — армянский государственный деятель, сын Галуста Саакяна.
- 1990—1995 — Ереванский государственный институт театрального искусства.
- 1995—1997 — служил в вооружённых силах Армении.
- 1994—1995 — работал заведующим сектором спортивно-театральных мероприятий в спортивном комплексе «Раздан».
- 1997—1998 — работал в директором студии «Ардини» телекомпании «Дар 21».
- 1998—1999 — работал заведующим исследовательским отделом в ГЗАО «Спортивный комплекс Раздан».
- 1999—2001 — работал заместителем директора в Национальном академическом театре оперы и балета.
- 2001—2004 — работал начальником управления культуры, спорта и по вопросам молодежи аппарата мэрии (г. Ереван).
- 2004—2006 — работал заместителем мэра Еревана.
- 2006—2007 — председатель совета территориальной организации Ачапняка.
- 12 мая 2007 — избран депутатом парламента. Член партии «РПА».
- С 2011 — начальник ведомства управления государственным имуществом при правительстве Армении.